# Hạo Lan truyện
Hạo Lan truyện (tiếng Trung: 皓镧传; bính âm: Hào Lán Zhuàn; tiếng Anh: The Legend of Haolan) là bộ phim truyền hình Trung Quốc ra mắt năm 2019 của đạo diễn Lý Đạt Siêu, biên kịch Nhân Địch, giám đốc sản xuất Vu Chính. Phim được phát sóng trên IQiyi từ 19 tháng 1 - 24 tháng 3, 2019.
Cùng nhà sản xuất với Diên Hi công lược, phim được tham gia bởi dàn diễn viên quen thuộc gồm: Ngô Cẩn Ngôn, Nhiếp Viễn, Mao Tử Tuấn, Hồng Nghiêu, Khương Tử Tân, Hải Linh, Đàm Trác, Vương Mậu Lôi, Lý Xuân Ái,... Ngoài ra còn có diễn viên gạo cội Ninh Tịnh. Đây là một trong những phim truyền hình được mong đợi nhất năm 2019, mặc dù xếp hạng không thể vượt qua Diên Hi công lược.

## Kênh phát sóng
| Quốc gia                                                                           | Kênh                  | Ngày                                                 | Ghi chú                |
| Hồng Kông · Singapore · Ma Cao · Úc · Hoa Kỳ · Malaysia Astro AOD và các nước khác | TVB Jade              | 04/02 - 14/04/2019 (Thứ hai - thứ sáu vào lúc 20:30) | Lồng tiếng Quảng Đông. |
| Hồng Kông và Đông Nam Á                                                            | Kênh Vệ thị Trung văn | 19/01 - 16/04/2019 các ngày trong tuần vào lúc 22:00 |                        |
| Việt Nam                                                                           | Galaxy Play           | 04/07/2020                                           | Lồng tiếng Việt        |

## Nội dung
Hạo Lan truyện kể về sự kiện xảy ra thời Chiến quốc, hai nhân vật nổi tiếng là Lã Bất Vi và Triệu Cơ từng bước giúp Doanh Chính (sau là Tần Thủy Hoàng) trở thành vị vua vĩ đại của nước Tần.
Nhân vật chính là nữ nhân người Triệu, Lý Hạo Lan (tên hư cấu của Triệu Cơ), con gái Ngự sử Lý Hách. Cô được cha hứa hôn cho Công tử Giao (con trai Triệu vương), song bị mẹ kế hãm hại, lưu lạc khắp nơi, còn bị đem bán. Lã Bất Vi đã mua Hạo Lan về, dâng lên Triệu vương đổi lấy chức quan trong triều, song Hạo Lan bị ép làm cung nữ hầu hạ Vương hậu, ở đây cô gặp Doanh Dị Nhân (sau là Tần Trang Tương vương), con tin của Tần ở Triệu.
Trong cung vô vàn nguy hiểm, thậm chí họa sát thân, Hạo Lan luôn được Lã Bất Vi và Dị Nhân che chở, song Bất Vi vì tham vọng của mình mà đánh mất Hạo Lan. Dị Nhân si tình sâu sắc, không tiếc hi sinh bảo vệ cô. Hạo Lan đáp lại tấm chân tình, sinh cho anh một người con là Doanh Chính. Khi ấy Tần-Triệu giao tranh, Dị Nhân rời vợ con nơi loạn lạc để về Tần tranh vị. Mẫu tử Hạo Lan tiếp tục sống lang bạt, không biết ngày mai. Làm thế nào một nữ tử không quyền thế ở Triệu vượt qua ngày tháng gian nan để sang Tần, trở thành Thái hậu cao cao tại thượng? Liệu Doanh Chính có thể kế thừa vương vị khi thiên hạ nghi kị không phải cốt nhục của Trang Tương vương?

## Phân vai

### Nhân vật chính
| Diễn viên     | Nhân vật lịch sử      | Vai diễn                                    | Ghi chú |
| Ngô Cẩn Ngôn  | Triệu Cơ              | Lý Hạo Lan (李皓镧)                         | Vũ cơ (舞姬) → Triệu quốc Nữ quan (趙国女官) → Tần quốc Vương tôn phụ (秦国王孫妇) → Tần quốc Thái tử phi (秦国太子妃) → Tần quốc Vương hậu (秦国王后) → Tần quốc Vương thái hậu (秦国王太后) Con gái Ngự sử Lý Hách, người Triệu. Hứa hôn với Công tử Giao, bị mẹ kế dàn cảnh bỏ nhà theo trai, trở thành nỗi nhục của gia tộc. Suýt bị bán cho kỹ viện, được Lã Bất Vi mua về đào tạo ca múa, dâng lên Triệu vương Đan để xin chức quan trong triều. Triệu Đan sợ vợ, ban Hạo Lan làm Nữ quan hầu hạ Vương hậu. Cô gặp Tần vương tôn Dị Nhân, được anh yêu mến. Công chúa Nhã, con gái Vương hậu rất yêu Dị Nhân, 5 lần 7 lượt hại cô. Để cứu cô, Dị nhân nói dối 2 người là tình nhân để Vương hậu ban hôn. Hạo Lan trở thành Vương tôn phụ, về sau sinh con trai là Doanh Chính. Tần-Triệu giao tranh, Dị Nhân về nước nhận ngôi Thái tử, Hạo Lan và Doanh Chính kẹt ở mẫu quốc. Dị Nhân đổi tên Tử Sở, đón Hạo Lan về Tần. Triệu Hiếu Văn vương băng, Tử Sở kế vị, lập cô làm Vương hậu. Tuy nhiên phu thê ngày càng xa cách vì khi đó Tử Sở đã nạp thiếp sinh con. Tử Sở băng hà, Hạo Lan và Bất Vi phò trợ Doanh Chính xử lý quốc sự. Doanh Chính trưởng thành, cô bị đồn tư thông cùng Bất Vi và Lao Ái, mưu đồ phản nghịch, song cam chịu ô danh để trao quyền cho con, rời cung sống nốt cuộc đời còn lại. Con cái: - Tần vương Doanh Chính                                                                           |
| Nhiếp Viễn    | Lã Bất Vi             | Lã Bất Vi (呂不韋)                          | Vệ quốc Thương nhân (衛国商人) → Triệu quốc Thiếu phủ giám (趙国少府監) → Tần quốc Thiếu phủ giám (秦国少府監) → Tần quốc Thừa tướng Văn Tín hầu (秦国丞相文信侯) Thương nhân nước Vệ, tình đầu của Hạo Lan. Lòng tham vô đáy, luôn muốn đạt đỉnh cao quyền lực. Ban đầu xem Hạo Lan là nước cờ để thăng tiến. Sau nảy sinh tình cảm, nguyện bỏ tất cả để cùng cô thành thân. Cha anh không chấp nhận hôn sự, anh lấy cớ lưu luyến quyền lực, phụ bạc Hạo Lan. Bị ám sát trên đường sang Tần, may mắn sống sót nhưng không báo tin mà chỉ lo giao dịch với Hoa Dương phu nhân. Hạo Lan nghĩ 2 người âm dương cách biệt, ngày đêm than khóc. Anh về cung, phát hiện người yêu trở thành Vương tôn phụ. Dị Nhân yêu Hạo Lan, lại xem Bất Vi là ân nhân nên tình nguyện tác thành cho họ. Cô nhận ra tình cảm đối với Dị Nhân, cũng như thất vọng dồn dập khi Bất Vi chỉ nghĩ đến tư lợi, quyết cùng Dị Nhân đồng cam cộng khổ, trở thành phu thê đúng nghĩa. Bất Vi không quên được Hạo Lan, Dị Nhân mất, anh cố hàn gắn song bị cự tuyệt. Về sau Doanh Chính phát hiện âm mưu đoạt vị nên cách chức Thừa tướng, đày đến Lạc Dương. |
| Mao Tử Tuấn   | Tần Trang Tương vương | Doanh Dị Nhân (嬴異人) Doanh Tử Sở (嬴子楚) | Tần quốc Vương tôn (秦国王孫) → Tần quốc Thái tử (秦国太子) → Tần Trang Tương vương (秦莊襄王) Cháu nội Tần Chiêu Tương vương. Con trai Doanh Trụ (sau là Tần Hiếu Văn vương) và Hạ Cơ. Doanh Trụ có hơn 20 người con, mẹ con Dị Nhân bị ghẻ lạnh nên anh sang Triệu làm con tin. Bị người Triệu chà đạp, riêng Công chúa Nhã yêu anh sâu sắc, hết lòng bảo vệ. Đố kị tình cảm anh dành cho Hạo Lan, Công chúa liên tục dồn Hạo Lan vào chỗ chết. Bất Vi bị hành thích, Công chúa vu Hạo Lan tư thông thị vệ. Dị Nhân bênh vực, được Vương hậu thuận thế ban hôn. Anh chăm sóc Hạo Lan tử tế, quan tâm từng chút một khiến cô xiêu lòng. Dù nghe tin Bất Vi còn sống, cô vẫn chọn cùng anh vào sinh ra tử, báo đáp ân tình. Nhờ Bất Vi nói tốt, Hoa Dương phu nhân nhận Dị Nhân làm con, đổi tên Tử Sở. Tử Sở về Tần cạnh tranh với các huynh đệ, Hạo Lan và Doanh Chính tiếp tục ở Triệu. Hoa Dương muốn củng cố thế lực mẫu quốc, đã ép anh lấy cháu bà là Mị Ti La. Chiêu Tương vương băng, Doanh Trụ kế vị, phong Tử Sở làm Thái tử. Anh đón mẫu tử Hạo Lan vào cung, cô hiểu lầm sâu sắc khi biết Ti La đã sinh Thành Kiểu. Doanh Trụ đột tử, Tử Sở đăng cơ, song phu thê không còn như trước. Nghi Hạo Lan và Bất Vi có tư tình, anh sủng ái Ti La, lạnh nhạt Hạo Lan để cô ngày đêm mong nhớ. Trước khi qua đời, anh lệnh thiêu hủy toàn bộ vật dụng cá nhân, để lại nỗi nhớ da diết trong lòng Hạo Lan.                 |
| Hải Linh      | Không rõ              | Triệu Nhã (赵雅) Phạm Nhã (范雅; mạo danh)  | Triệu quốc Công chúa (赵国公主) → Dân nữ (民女) → Tần quốc Vương tôn phụ (秦国王孫妇) → Tần quốc Công tử phụ (秦国公子妇) Con gái duy nhất của Triệu Đan và Vương hậu. Được nuông chiều nên tính cách ương ngạnh, bướng bỉnh. Từ nhỏ bị mẹ bắt thủ lễ, không gần người nên cảm thấy cô độc. Một lần trốn khỏi cung được Dị Nhân phát hiện đưa về, từ đó si tình không dứt. Tuy nhiên, cô không biết yêu đúng cách mà luôn điên cuồng chiếm hữu khiến Dị Nhân ghê sợ. Biết người trong mộng yêu Hạo Lan nên tìm cách trừ khử. Sau khi họ thành thân, Công chúa cấu kết Công tử Giao làm phản. Mưu kế bất thành, bị cha ban tự vẫn. Vương hậu thương con nên đã tha mạng, cho xuất cung tự mưu sinh. Trên đường đi gặp Phạm Nhã, hôn thê của Tần vương tôn Tử Hề, anh trai Tử Sở. Cô giết Phạm Nhã để mạo danh và thành thân với Tử Hề. Tử Sở lên ngôi, Tử Hề dấy binh tạo phản, chết trong cơn bại trận. Nhờ kim bài miễn tử phu quân để lại (vốn do mẹ Tử Hề đưa anh trước khi bà mất), Phạm Nhã không chết song bị Hạ thái hậu hủy dung nhan. Tử Sở thương tình cho ở lại Tần quốc. Ti La, Hoa Dương thái hậu và Phạm Nhã tính kế mưu phản, đưa Thành Kiểu lên ngôi. Tử Sở bệnh nặng, Hạo Lan bị giam lỏng. Phạm Nhã không nỡ nên chăm sóc Tử Sở chu đáo, dù trong tâm hoài niệm cố phu. Ván cờ lật tẩy, Ti La và Phạm Nhã đều bị xử tử. Hạo Lan tha chết cho cô, song cô thấy có lỗi với Tử Hề nên thiêu rụi tẩm cung tự vẫn. |
| Khương Tử Tân | Không rõ              | Ân Tiểu Xuân (殷小春)                       | Triệu quốc Y sư (赵国醫師) → Tần quốc Quân y (秦国軍醫) Y sư giỏi ở Triệu cung, bạn tốt của Hạo Lan, thanh mai trúc mã của Công tử Dật. Bị Vương hậu ép hạ độc Nguyên thiếu phi - mẹ Công tử Dật, cô hành nghề y sư để bù đắp tội lỗi, ngoài ra hết lòng yêu thương chăm sóc Công tử Dật. Về sau Công tử phát hiện sự thật, vô cùng căm ghét Tiểu Xuân, cô biết mình không thể ở lại cung nên theo Hạo Lan sang Tần, hành nghề quân y trị bệnh cho tướng sĩ. Chứng kiến cái chết của người yêu ngay trước mặt, cô rắp tâm trả thù, sau khi hoàn thành tâm nguyện thì theo Hạo Lan rời cung, sống nốt phần đời còn lại. |

### Nhân vật Triệu Quốc
| Diễn viên                         | Nhân vật lịch sử       | Vai diễn               | Ghi chú |
| Vương Chí Phi                     | Triệu Hiếu Thành Vương | Triệu Đan (趙丹)       | Triệu quốc Thái tử (趙国太子) → Triệu Hiếu Thành vương (趙孝成王) Vua thứ 8 của nước Triệu. Dưới thời trị vì, ông phải chứng kiến sự suy tàn về quân sự và kinh tế. Phong lưu đa tình, ông sủng ái mỹ nhân, bỏ quên Vương hậu - thê tử kết tóc, người có công lớn trong việc phò trợ ông làm Triệu vương. Thường ra quyết định hồ đồ nên luôn hỏi ý Vương hậu. Tuy vậy, cũng có lúc nâng cao cảnh giác, đề phòng hết thảy người xung quanh. Si mê Hạo Lan, nhưng sợ phật ý Vương hậu nên không nạp thiếp. Nhờ sự ưu ái của ông, cô nhiều lần thoát khỏi hiểm nguy chốn cung đình. |
| Ninh Tịnh                         | Không rõ               | Lệ thị (厉氏)          | Dân nữ (民女) → Triệu quốc Công tử phụ (趙国公子妇) → Triệu quốc Thái tử phi (趙国太子妃) → Triệu quốc Vương hậu (趙国王后) Thê tử kết tóc của Triệu Đan, cùng ông đồng cam cộng khổ. Phò trợ phu quân lên ngôi Triệu vương, sau hận bản tính háo sức nên bà sát hại phi tần, lén lút tư thông, thậm chí mưu đồ làm phản. Vương hậu không ngờ dưới vỏ bọc hồ đồ, Triệu Đan lại cảnh giác nhất cử nhất động của bà mà phòng bị đúng lúc. Thất bại trước âm mưu, bà tự vẫn và mưu sát Triệu Đan nhưng không thành. Bà nhắc lại lời hứa ngày xưa của phu quân rồi ôm hận ra đi. Cái chết của bà khiến Hạo Lan thương cảm, tự nhủ không bao giờ yêu đàn ông hơn chính bản thân mình. Con cái: - Công chúa Triệu Nhã                                                          |
| Hồng Nghiêu                       | Không rõ               | Triệu Giao (趙蛟)      | Triệu quốc Công tử (趙国公子) Con trai Triệu Đan và Cao thiếu phi. Mẹ mất sớm, anh được Vương hậu nuôi dưỡng, trở nên vụ lợi, toan tính. Yêu Hạo Lan, biết cô bị mẹ kế hãm hại nhưng vẫn lấy Tụ Ngọc, em cùng cha khác mẹ của cô để được Cao gia ủng hộ. Hạo Lan từ đó đoạn tuyệt và xem thường anh. Liên tục giở thủ đoạn thấp hèn để tranh ngôi Thái tử, biết không có hi vọng nên liên thủ Công chúa Nhã tạo phản, ép cha nhường ngôi. Âm mưu không thành, anh bỏ trốn và định giết Hạo Lan, kết cục chết dưới mũi tên của Lã Bất Vi. Trước khi chết, anh hé lộ quá khứ đáng thương của mình: Mẹ thất sủng, anh bệnh nặng không ai chữa trị, Vương hậu ép mẹ anh chết để nhận con nuôi. Vì vậy, anh tự nhủ phải đoạt được Vương vị để không uổng công hi sinh của mẹ. |
| Hà Phụng Thiên                    | Không rõ               | Triệu Vũ (趙羽)        | Triệu quốc Công tử (趙国公子) Con trai Triệu Đan và Vân thiếu phi. Có mẹ là sủng phi, lại văn võ song toàn nên được Triệu Đan yêu thích. Tuy nhiên, dưới vỏ bọc thông tuệ và hiếu thảo, anh là kẻ tâm cơ khó lường như mẹ, luôn khao khát ngôi vị Thái tử. Bị Vương hậu phát giác tư thông cùng Hàn thiếu phi, anh ra sức quy thuận, nhận bà làm nghĩa mẫu. Khi này Công tử Giao chết, Vương hậu đồng ý thu nạp anh để đôi bên hưởng lợi. Nhìn thấy mưu đồ bất chính của anh, Triệu Đan thẳng tay xử trảm để dằn mặt Vương hậu. |
| Triệu Dịch Khâm                   | Không rõ               | Triệu Dật (趙逸)       | Triệu quốc Công tử (趙国公子) → Triệu quốc Thái tử (趙国太子) Con trai Triệu Đan và Nguyên thiếu phi. Khi anh còn nhỏ, mẹ mang thai con thứ hai thì tiểu sản qua đời. Được Tiểu Xuân chăm sóc, anh hứa cùng cô rời cung chung sống. Công tử Giao tạo phản, anh có công cứu giá nên được Triệu Đan phong làm Thái tử. Nhân đó, anh xin cha tìm hiểu cái chết của mẹ, biết hung thủ là Tiểu Xuân thì vô cùng căm phẫn, đày cô vào ngục. Đến khi nhận ra Vương hậu là chủ mưu, anh xin Tiểu Xuân tha thứ song bị cự tuyệt. Giờ khắc cuối, anh gặp lại Tiểu Xuân trước khi bị quân Tần giết hại (chỉ huy là Bạch Trọng - Đại tướng quân nước Tần), và kịp nói anh không hận cô như cô nghĩ. Điều này khiến Tiểu Xuân rắp tâm trả thù Bạch Trọng.                             |
| Trương Nam                        | Không rõ               | Hàn Quỳnh Hoa (韓琼华) | Hàn quốc Công chúa (韓国公主) → Hàn thiếu phi (韓少妃) Phi tần của Triệu Đan. Vốn là công chúa nước Hàn, theo vai vế là em họ của Dị Nhân. Nhan sắc hơn người nên rất được sủng ái, đôi khi xem thường cả Vương hậu. Luôn tỏ ra cay nghiệt, phóng túng, thực chất là nữ trung hào kiệt, vì mẫu quốc mà không ngại bày mưu, khuynh động nơi đất khách quê người. Yêu Công tử Vũ, ngày ngày cùng anh lén lút tư thông. Bị Vương hậu phát hiện, biết mình khó sống, cô chấp nhận tự vẫn, để lại manh mối giúp Hạo Lan thoát tội. |
| Dương Thái Doanh                  | Không rõ               | Mai thị (梅氏)         | Mai thiếu phi (梅少妃) Phi tần của Triệu Đan. Không con. Dùng vũ lực để ép Hạo Lan phản bội Vương hậu, vì theo lời kể của bà, Vương hậu từng hại bà vô sinh, mất khả năng làm mẹ. Sự việc bại lộ, bà bị Triệu Đan trách cứ, Vương hậu trừng phạt. Bị Công tử Giao giết trong lúc tạo phản. |
| Ân Húc                            | Không rõ               | Vân Xích Tố (雲尺素)   | Vũ Cơ (舞姬) → Vân thiếu phi (雲少妃) Phi tần của Triệu Đan. Mẹ Công tử Vũ. Từng được Triệu Đan sủng ái. |
| Xuất hiện qua lời kể của nhân vật | Không rõ               | Cao Mãnh (高猛)        | Ngự sử phụ (内使妇) → Cao thiếu phi (高少妃) Phi tần của Triệu Đan. Mẹ Công tử Giao, em gái của Cao Mẫn - mẹ kế Hạo Lan. Vốn thành thân cùng Ngự sử, được Triệu Đan để mắt nên ép nhập cung làm Phi. Sau khi sinh Công tử Giao thì thất sủng. Con bệnh nặng không ai chạy chữa, bà cầu xin Vương hậu, Vương hậu không có con trai nên ép bà tự vẫn để nhận nuôi Công tử Giao. |

### Nhân vật Tần Quốc
| Diễn viên      | Nhân vật lịch sử | Vai diễn           | Ghi chú |
| Đồng Mộng Thực | Tần Thủy Hoàng   | Doanh Chính (嬴政) | Hạo Lan đã sinh cho Doanh Dị Nhân một người con trai, đó là Doanh Chính. Ngay từ khi còn thơ ấu, Doanh Chính đã phải cùng mẹ lang bạt khắp nơi, đối mặt với nhiều cuộc tranh giành ác liệt. Khi trưởng thành, Doanh Chính khiến người ta kinh ngạc về tài mưu lược nhưng cũng khiếp sợ vì sự tàn bạo và ác độc của hắn. Từng phò tá Doanh Chính lên làm đế vương nhưng cuối cùng Lã Bất Vi (Nhiếp Viễn đóng) bị lưu đày, ngay cả chính mẹ ruột của mình mà hắn cũng nghi ngờ là có âm mưu tạo phản. Trước sự nghi ngờ của con trai, Hạo Lan đã buộc phải rời hoàng cung để sống nốt quãng đời cô độc ở bên ngoài. |